# Гната Юры (станция скоростного трамвая)
«Гна́та Юры́» (укр. «Гната Юри») — полуподземная станция линии скоростного трамвая в Киеве, расположена между станциями «Жюля Верна» и «Ивана Дзюбы». Открыта в 1977 году. Названа по одноимённой улице в честь Гната Петровича Юры. За станцией начинается нескоростная ветка на Михайловскую Борщаговку.